# Moirax
Moirax est une commune du Sud-Ouest de la France, située dans le département de Lot-et-Garonne (région Nouvelle-Aquitaine).
Ses 1 199 habitants sont appelés les Moiracais et Moiracaises. Elle fait partie de l'arrondissement d'Agen et de son aire d'attraction qui compte une population de 120 653 habitants. Avec un centre équestre ; Les Ecuries de Marescot, un restaurant  ; le prieuré, la commune se développe.

## Géographie

### Localisation
Commune située au sud d'Agen.

### Communes limitrophes
Les communes limitrophes sont Le Passage, Marmont-Pachas, Aubiac, Boé, Estillac, Laplume et Layrac.
| Estillac | Le Passage                 | Boé    |
| Aubiac   | Moirax                     | Layrac |
| Laplume  | Marmont-Pachas (sur 100 m) |        |

### Climat
Pour des articles plus généraux, voir Climat de la Nouvelle-Aquitaine et Climat de Lot-et-Garonne.
Historiquement, la commune est exposée à un climat océanique aquitain.  
En 2020, Météo-France publie une typologie des climats de la France métropolitaine dans laquelle la commune est exposée à un climat océanique altéré et est dans la région climatique Aquitaine, Gascogne, caractérisée par une pluviométrie abondante au printemps, modérée en automne, un faible ensoleillement au printemps, un été chaud (19,5 °C), des vents faibles, des brouillards fréquents en automne et en hiver et des orages fréquents en été (15 à 20 jours).
Pour la période 1971-2000, la température annuelle moyenne est de 12,7 °C, avec une amplitude thermique annuelle de 15,7 °C. Le cumul annuel moyen de précipitations est de 809 mm, avec 10,3 jours de précipitations en janvier et 6,7 jours en juillet. Pour la période 1991-2020, la température moyenne annuelle observée sur la station météorologique la plus proche, située sur la commune d'Estillac à 4 km à vol d'oiseau, est de 13,8 °C et le cumul annuel moyen de précipitations est de 708,2 mm,. Pour l'avenir, les paramètres climatiques de la commune estimés pour 2050 selon différents scénarios d'émission de gaz à effet de serre sont consultables sur un site dédié publié par Météo-France en novembre 2022.

## Urbanisme

### Typologie
Au 1er janvier 2024, Moirax est catégorisée commune rurale à habitat dispersé, selon la nouvelle grille communale de densité à sept niveaux définie par l'Insee en 2022.
Elle est située hors unité urbaine. Par ailleurs la commune fait partie de l'aire d'attraction d'Agen, dont elle est une commune de la couronne,. Cette aire, qui regroupe 81 communes, est catégorisée dans les aires de 50 000 à moins de 200 000 habitants,.

### Occupation des sols

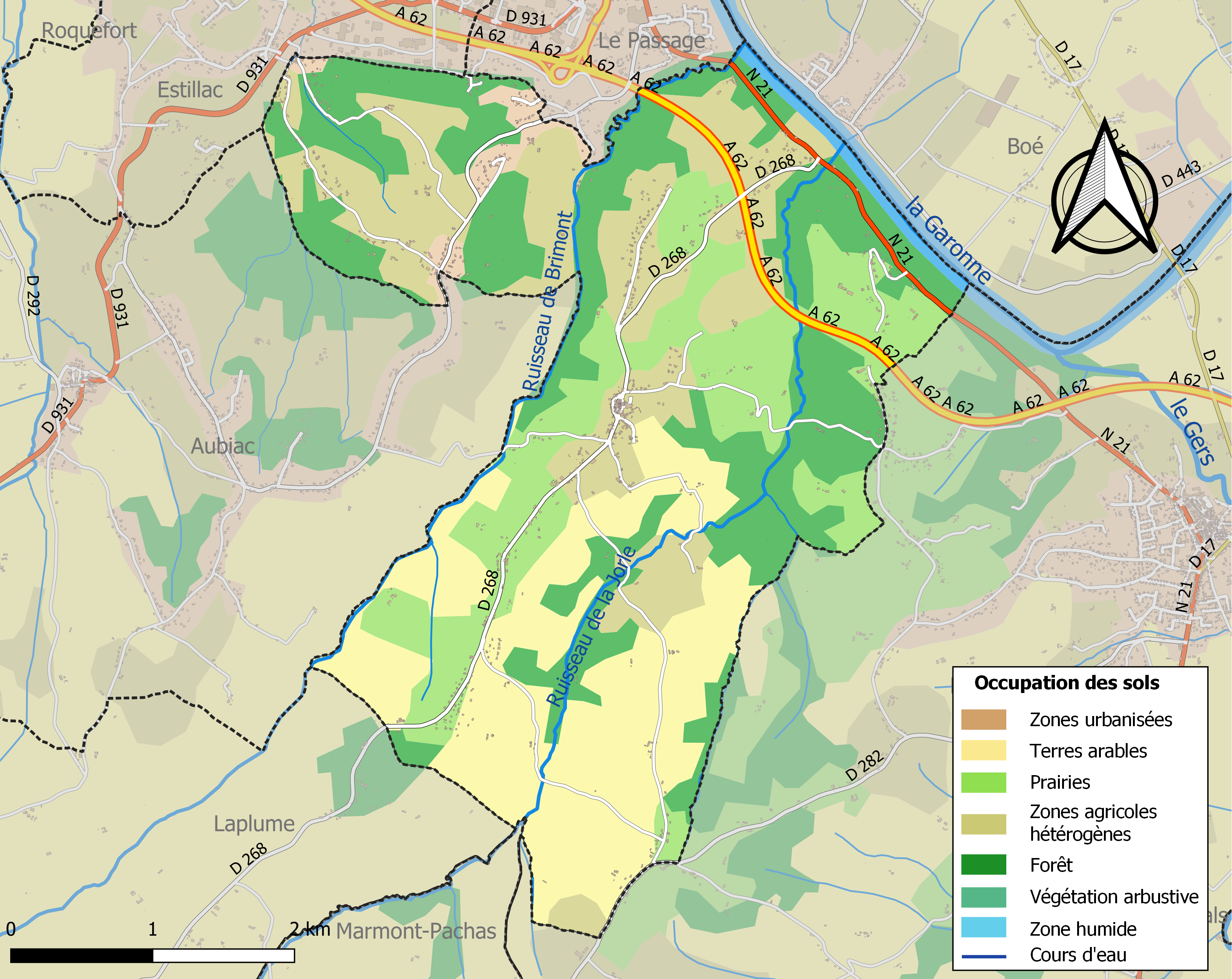
Carte des infrastructures et de l'occupation des sols de la commune en 2018 (CLC).

L'occupation des sols de la commune, telle qu'elle ressort de la base de données européenne d’occupation biophysique des sols Corine Land Cover (CLC), est marquée par l'importance des territoires agricoles (67,8 % en 2018), en diminution par rapport à 1990 (70,5 %). La répartition détaillée en 2018 est la suivante : 
forêts (29,1 %), terres arables (25,3 %), zones agricoles hétérogènes (22,9 %), prairies (19,6 %), zones urbanisées (2 %), eaux continentales (1,1 %). L'évolution de l’occupation des sols de la commune et de ses infrastructures peut être observée sur les différentes représentations cartographiques du territoire : la carte de Cassini (XVIIIe siècle), la carte d'état-major (1820-1866) et les cartes ou photos aériennes de l'IGN pour la période actuelle (1950 à aujourd'hui).

### Risques majeurs
Le territoire de la commune de Moirax est vulnérable à différents aléas naturels : météorologiques (tempête, orage, neige, grand froid, canicule ou sécheresse), inondations, mouvements de terrains et séisme (sismicité très faible). Il est également exposé à deux risques technologiques,  le transport de matières dangereuses et le risque nucléaire. Un site publié par le BRGM permet d'évaluer simplement et rapidement les risques d'un bien localisé soit par son adresse soit par le numéro de sa parcelle.

#### Risques naturels
Certaines parties du territoire communal sont susceptibles d’être affectées par le risque d’inondation par débordement de cours d'eau, notamment la Garonne, le Ruisseau de Jorle et le Ruisseau de Brimont. La commune a été reconnue en état de catastrophe naturelle au titre des dommages causés par les inondations et coulées de boue survenues en 1982, 1999, 2008, 2009 et 2021,.
Les mouvements de terrains susceptibles de se produire sur la commune sont des glissements de terrain et des tassements différentiels.

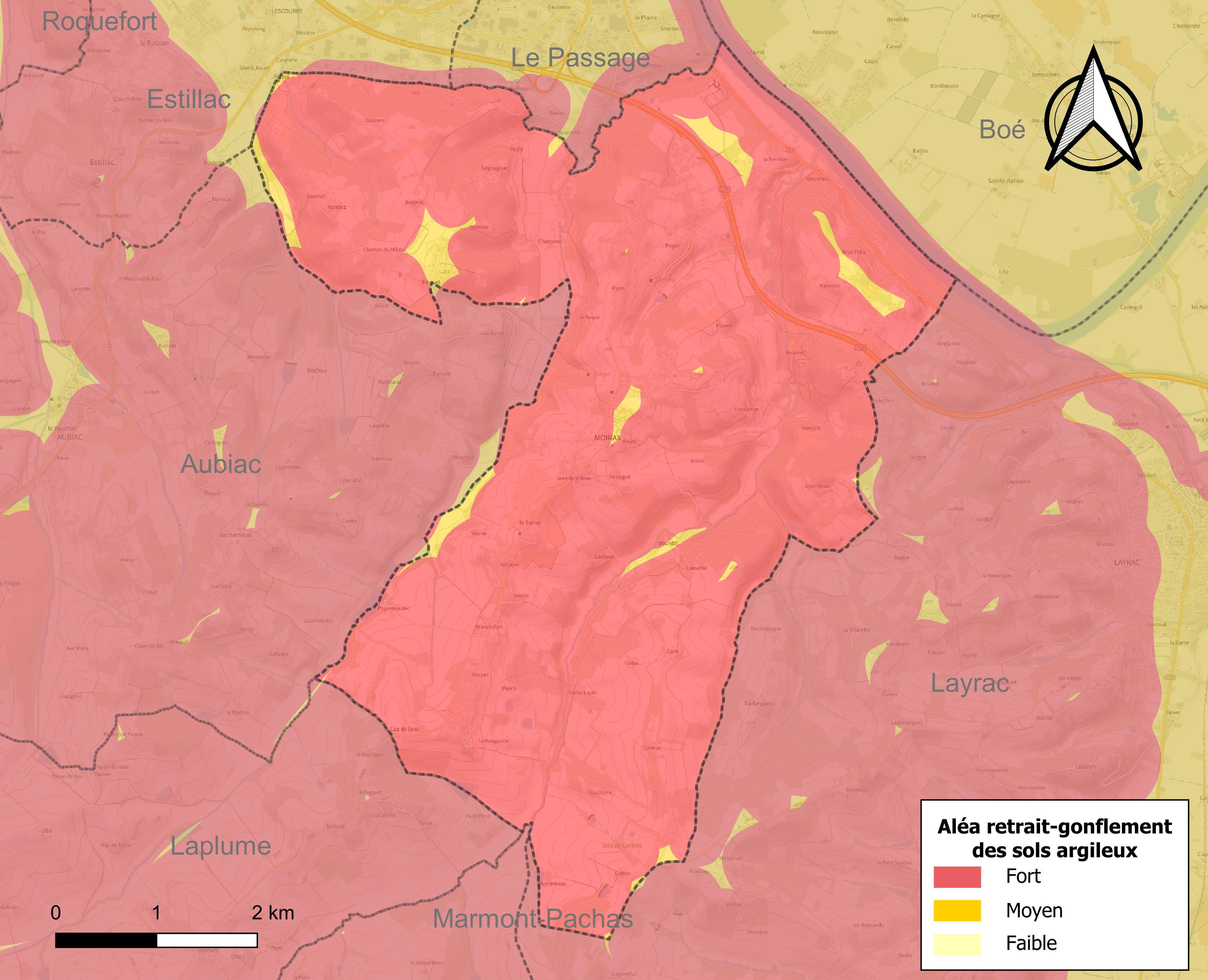
Carte des zones d'aléa retrait-gonflement des sols argileux de Moirax.

Le retrait-gonflement des sols argileux est susceptible d'engendrer des dommages importants aux bâtiments en cas d’alternance de périodes de sécheresse et de pluie. La totalité de la commune est en aléa moyen ou fort (91,8 % au niveau départemental et 48,5 % au niveau national). Depuis le 1er octobre 2020, en application de la loi ELAN, différentes contraintes s'imposent aux vendeurs, maîtres d'ouvrages ou constructeurs de biens situés dans une zone classée en aléa moyen ou fort,.
Concernant les mouvements de terrains, la commune a été reconnue en état de catastrophe naturelle au titre des dommages causés par la sécheresse en 1991, 1992, 2002, 2003, 2005, 2011, 2012 et 2017 et par des mouvements de terrain en 1999.

#### Risque technologique
La commune étant située dans le périmètre du plan particulier d'intervention (PPI) de 20 km autour de la centrale nucléaire de Golfech, elle est exposée au risque nucléaire. En cas d'accident nucléaire, une alerte est donnée par différents médias (sirène, sms, radio, véhicules). Dès l'alerte, les personnes habitant dans le périmètre de 2 km se mettent à l'abri. Les personnes habitant dans le périmètre de 20 km peuvent être amenées, sur ordre du préfet, à évacuer et ingérer des comprimés d’iode stable,,.

## Histoire

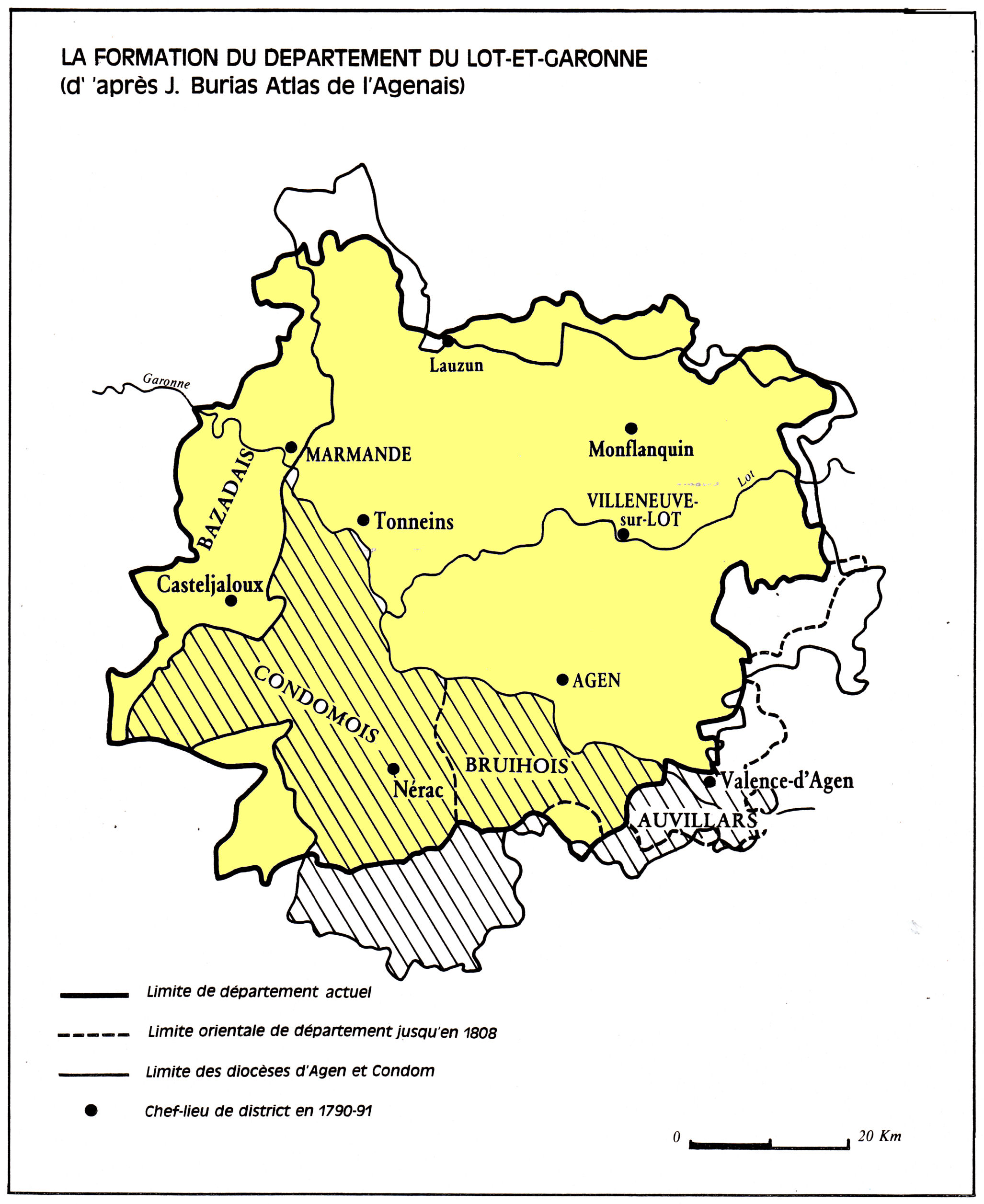
Bruilhois.

Village ayant existé depuis l'antiquité d'après certains témoignages archéologiques, Moirax était une étape pour les pèlerins se rendant à Saint-Jacques-de-Compostelle durant le Moyen Âge. Au XIe siècle il y fut fondé une des premières abbayes clunisiennes.

## Héraldique
| Blason de Moirax | Blason  | De gueules aux deux clefs d’argent passées en sautoir, à l’épée du même brochant sur le tout. |
| Blason de Moirax | Détails | Le statut officiel du blason reste à déterminer.                                              |

## Politique et administration

### Liste des maires
| Période                                  | Période  | Identité           | Étiquette | Qualité                                          |
| ---------------------------------------- | -------- | ------------------ | --------- | ------------------------------------------------ |
| Les données manquantes sont à compléter. |          |                    |           |                                                  |
| 1900                                     | 1945     | Jean Lanelongue    | Rad.ind.  | Médecin, conseiller général du canton de Laplume |
|                                          |          |                    |           |                                                  |
| 1971                                     | 1977     | Roger Ruffe        |           | Cultivateur                                      |
| 1977                                     | 1983     | Hippolyte Dessinge |           | Ancien comptable, syndicaliste CFTC              |
| mars 1983 (réélu en mai 2020)            | En cours | Henri Tandonnet    | LC-UDI    | Avoué Sénateur (2011-2017)                       |

## Démographie
L'évolution du nombre d'habitants est connue à travers les recensements de la population effectués dans la commune depuis 1793. Pour les communes de moins de 10 000 habitants, une enquête de recensement portant sur toute la population est réalisée tous les cinq ans, les populations de référence des années intermédiaires étant quant à elles estimées par interpolation ou extrapolation. Pour la commune, le premier recensement exhaustif entrant dans le cadre du nouveau dispositif a été réalisé en 2005.

En 2022, la commune comptait 1 199 habitants, en évolution de +4,08 % par rapport à 2016 (Lot-et-Garonne : −0,18 %, France hors Mayotte : +2,11 %).
| 1793 | 1800 | 1806 | 1821 | 1831 | 1836 | 1841 | 1846 | 1851 |
| ---- | ---- | ---- | ---- | ---- | ---- | ---- | ---- | ---- |
| 810  | 816  | 800  | 795  | 833  | 810  | 921  | 941  | 820  |

| 1856 | 1861 | 1866 | 1872 | 1876 | 1881 | 1886 | 1891 | 1896 |
| ---- | ---- | ---- | ---- | ---- | ---- | ---- | ---- | ---- |
| 761  | 767  | 709  | 706  | 660  | 624  | 555  | 552  | 550  |

| 1901 | 1906 | 1911 | 1921 | 1926 | 1931 | 1936 | 1946 | 1954 |
| ---- | ---- | ---- | ---- | ---- | ---- | ---- | ---- | ---- |
| 493  | 472  | 464  | 425  | 431  | 456  | 406  | 377  | 386  |

| 1962 | 1968 | 1975 | 1982 | 1990 | 1999 | 2005  | 2006  | 2010  |
| ---- | ---- | ---- | ---- | ---- | ---- | ----- | ----- | ----- |
| 346  | 401  | 476  | 587  | 817  | 998  | 1 061 | 1 084 | 1 147 |

| 2015  | 2020  | 2022  | - | - | - | - | - | - |
| ----- | ----- | ----- | - | - | - | - | - | - |
| 1 157 | 1 188 | 1 199 | - | - | - | - | - | - |

## Lieux et monuments
- Église Notre-Dame de Moirax, prieuré clunisien Sainte-Marie : fondé en 1049, les sculptures des chapiteaux sont remarquables : on remarque des animaux (fauves, oiseaux…), une scène de la Tentation, et saint Michel terrassant le dragon. Voûte en cul-de-four, cinq baies en plein cintre, dont les arcs reposent sur des demi-colonnes, laissent largement entrer la lumière. L'édifice a été classé au titre des monuments historique en 1846[28].

## Personnalités liées à la commune
- Jean-Baptiste Durand (1843-1902), homme politique né à Moirax, maire d'Agen, sénateur de Lot-et-Garonne de 1888 à 1897.
- François Tandonnet, joueur de rugby à XV du Sporting union agenais.

## Faits divers
- Dans la nuit du 8 au 9 février 1932, au hameau de Serres, le fermier Pierre Delafet massacre à coups de couteau, de hache et de fusil sa grand-mère, sa mère, son oncle, son épouse et ses deux enfants. Il ne fournira jamais aucune véritable explication à son geste. Condamné à mort en 1933 à Agen puis à Bordeaux à la suite de la cassation du premier procès, il est guillotiné au Fort du Hâ le 23 novembre 1933[29]. C'est la dernière personne à avoir été guillotinée à Bordeaux[30].